# 10540 Hachigoroh
A 10540 Hachigoroh (ideiglenes jelöléssel 1991 VP4) a Naprendszer kisbolygóövében található aszteroida. S. Otomo fedezte fel 1991. november 13-án.